# Cagliostro (film, 1949)
Pour les articles homonymes, voir Cagliostro (homonymie).
Cagliostro (Black Magic) est un film italo-américain réalisé par Gregory Ratoff, sorti en 1949.

## Résumé
Alexandre Dumas raconte à son fils l'histoire de Joseph Balsamo alias Cagliostro, qui enfant a vu ses parents être torturés et mourir sous le commandement du vicomte de Montaigne. Balsamo n'est sauvé in extremis que par l'intervention de gitans menés par Gitano, à qui l'enfant jure de se venger de Montaigne. Quelques années plus tard à Vienne, il fait la connaissance du Docteur Mesmer, qui lui enseigne les secrets de l'hypnose mais ignorant les conseils de son maitre, qui lui conseille d'utiliser ses pouvoirs pour guérir, Joseph exploite pleinement son nouveau talent pour gagner des richesses, de la gloire et du prestige. Après avoir changé son nom en Comte Cagliostro, il finit par devenir célèbre dans toute l'Europe. Plus tard, il se retrouve mêlé à un complot visant à substituer une jeune fille, Lorenza, à la reine Marie-Antoinette, avec l'aide des gitans Gitano et Zoraida.
Le complot est organisé par Montaigne en association avec Madame du Barry. Ils prévoient que Lorenza se fasse passer pour la reine afin d'acheter un collier très cher et que cela provoque un scandale. De son côté, Zoraida devient de plus en plus jalouse de Lorenza, qui est tombée sous le pouvoir de Cagliostro, oubliant son véritable amour, Gilbert. Ce dernier s'enfuit avec Lorenza mais Cagliostro les rattrape et l'épouse, toujours sous hypnose. Pendant ce temps, le roi Louis XV meurt, faisant que Marie-Antoinette devient reine de France et elle ordonne à Cagliostro de quitter le pays. Le Comte ordonne alors à Lorenza de se faire passer pour la reine et de prétendre qu'elle est amoureuse de Montaigne. Il achète le collier et la réputation de la reine est entachée. Zoraida amène Lorenza à Marie-Antoinette pour lui révéler le complot de Cagliostro. Elle accepte de témoigner contre Joseph mais lors du procès, Cagliostro l'hypnotise pour qu'elle déclare qu'elle ne sait rien ainsi que Gilbert qui parle contre la reine. Cependant, tandis que Cagliostro donne l'impression qu'il va gagner le procès en hypnotisant toute l'assemblée, le Docteur Mesmer apparait et prenant la parole comme témoin, il utilise alors le collier pour hypnotiser à son tour Cagliostro, qui avoue tout. Cagliostro se réveille ensuite de sa transe et s'échappe avec Lorenza, toujours hypnotisée sur le toit du palais de justice. Gilbert les poursuit et commence un duel à l'épée avec Cagliostro lors duquel il finit par mourir avant de tomber, ce qui délivre Lorenza.

## Fiche technique
- Titre français : Cagliostro
- Titre original : Black Magic
- Réalisation : Gregory Ratoff
- Scénario : Charles Bennett, Richard Schayer, d'après le roman Joseph Balsamo d'Alexandre Dumas
- Photographie : Ubaldo Arata et Anchise Brizzi, assistés de Carlo Carlini
- Producteur : Edward Small
- Musique : Paul Sawtell
- Montage : Fred R. Feitshans Jr et James C.McKay
- Décors : Jean d'Eaubonne et Gino Brosio
- Direction artistique : Ottavio Scotti
- Costumes : Georges Annenkov et Nino Novarese
- Son : Rolf Epstein et Peter Handford
- Durée : 105 minutes
- Date de sortie :
  - France : 8 mars 1950

## Distribution
- Orson Welles : Cagliostro
- Nancy Guild : Marie-Antoinette / Lorenza
- Akim Tamiroff : Gitano
- Frank Latimore : Gilbert
- Valentina Cortese : Zoraida
- Margot Grahame : Madame du Barry
- Stephen Bekassy : De Montaigne
- Berry Kroeger : Alexandre Dumas père
- Gregory Gaye : Chambord
- Raymond Burr : Alexandre Dumas fils
- Charles Goldner : Docteur Mesmer
- Lee Kresel : Louis XVI
- Robert Atkins : Louis XV
- Nicholas Bruce : De Remy
- Franco Corsaro : Chico
- Aniello Mele : Joseph Balsamo, enfant
- Ronald Adam : le président du tribunal
- Bruce Belfrage : le procureur
- Alexander Danaroff : Docteur Duval
- Lee Lenoir : Gaston
- Tamara Shayne : Maria Balsamo
- Giovanni Van Hulzen : le ministre de la Justice
- Peter Trent : un ami de Mesmer
- Giuseppe Varni : Bochmer
- Tatiana Pavlowa : la mère
- Milly Vitale : petit rôle